# Серошевиці
Серошевиці (пол. Sieroszewice) — село в Польщі, у гміні Серошевиці Островського повіту Великопольського воєводства.
Населення — 1292 особи (2011).

## Демографія
Демографічна структура станом на 31 березня 2011 року:
|          | Загалом | Допрацездатний вік | Працездатний вік | Постпрацездатний вік |
| -------- | ------- | ------------------ | ---------------- | -------------------- |
| Чоловіки | 639     | 149                | 449              | 41                   |
| Жінки    | 653     | 132                | 431              | 90                   |
| Разом    | 1292    | 281                | 880              | 131                  |